# 日本・イスラエル友好議員連盟
日本・イスラエル友好議員連盟（ヘブライ語: אגודת הידידות הפרלמנטרית יפן-ישראל、英語: Japan–Israel Parliamentary Friendship League）は、イスラエルとの友好関係の促進を主な目的として発足した日本の超党派の議員連盟で、1984年2月に結成された。

## 沿革
1984年2月にイスラエル外務次官デビッド・キムヒの訪日が予定されていたにもかかわらず、1984年初頭の日本には未だイスラエルとの友好議員連盟が存在していなかった。これは日本とイスラエル双方と同盟関係にあるアメリカ合衆国の議会も懸案事項として挙げており、米議会は日本国外務省に適切な対応を要請した。
日本・イスラエル友好議員連盟の結成が急務であると認識し設立に向けて積極的に動いたのが、衆議院外務委員長を務めていた中山正暉衆議院議員である。しかし当時の与党自由民主党には親アラブの議員が多く、与党内でイスラエルとの友好議員連盟の設立に賛意を示して参加を表明した議員は浜田幸一のみであった。そこで中山は野党の議員にも声をかけて、1984年2月に野党民社党の春日一幸を初代会長に据え、自身を事務局長とする超党派の友好議員連盟を設立した。
1985年7月、春日会長を団長とする日本・イスラエル友好議員連盟一行が初めてイスラエルを訪問した。
2014年5月12日、訪日中のベンヤミン・ネタニヤフ首相が中谷元会長を含む日本・イスラエル友好議員連盟所属議員と会談したが、会談の冒頭でネタニヤフ首相は朝鮮民主主義人民共和国（北朝鮮）の核武装に安全保障を脅かされている日本とイランの核武装に安全保障を脅かされているイスラエルの共通点を指摘した上で、これら野蛮な政権に立ち向かうために日本とイスラエルが共に協力して対処する必要があることを強調した。
2015年6月15日、イスラエル訪問中の中山泰秀外務副大臣兼日本・イスラエル友好議員連盟副会長がネタニヤフ首相と会談し、両国間の経済協力やサイバー防衛協力など様々な分野における提携について意見を交換した。
2016年9月30日、去る9月28日に逝去したシモン・ペレス大統領の葬儀が執り行われ、中谷元日本・イスラエル友好議員連盟会長が総理特使として参列した。

## 所属議員
- 中谷元（会長）[9]
- 中田宏（副会長）[10]
- 大野敬太郎[11]
- 辻清人

## 歴代会長
- 春日一幸[5]
- 中山正暉[5]
- 野呂田芳成[12]
- 大野功統[13]
- 中谷元[9]

## 過去の所属議員
※会長経験者は「歴代会長」節を参照
- 中山泰秀[14]（2021年落選[15]）